# Cankao Xiaoxi
Cankao Xiaoxi (chinesisch 参考消息, Pinyin Cānkǎo Xiāoxī, englisch: Reference News) ist zusammen mit dem Parteiorgan Renmin Ribao eine der zwei größten Zeitungen der Volksrepublik China. Sie wird von der Nachrichtenagentur Xinhua herausgegeben und besteht aus Übersetzungen von Beiträgen ausländischer Presseagenturen. Sie wurde 1931 gegründet und erreicht in der Liste auflagenstärkster Zeitungen weltweit den siebten Rang.
Die ersten Ausgaben der Zeitung wurden unter verschiedenen Namen in der Stadt Ruijin herausgegeben, worauf 1942 die Umbenennung in Cankao Xiaoxi erfolgte. Bis in die 1980er Jahre war diese Publikation für die Leserschaft der Volksrepublik China die einzige Möglichkeit, einen Einblick in das Leben im Ausland zu erhalten. Neben der chinesischen Ausgabe erscheint die Zeitung auch auf Uigurisch, Kasachisch, Koreanisch und Mongolisch für ethnische Minderheiten in China.